# Uring (Pegasing)
Uring is een bestuurslaag in het regentschap Aceh Tengah van de provincie Atjeh, Indonesië. Uring telt 342 inwoners (volkstelling 2010).